# Rucervus duvaucelii
El ciervo de Duvaucel, barasinga o ciervo de los pantanos (Rucervus duvaucelii) es una especie de mamífero artiodáctilo de la familia Cervidae autóctona de la India y Nepal.  Últimamente se debate la posibilidad de cambiar el género de este cérvido a Rucervus, anteriormente usado como subgénero, separándolo del ciervo común.
En Assam se le conoce como dolhorina, análogo a su nombre castellano (ciervo de los pantanos) ya que dol en asamés significa pantano. En la India central se le conoce por goinjak (macho) y gaoni (hembra). 

## Nomenclatura
La palabra barasingha viene del hindi, de los términos barah (doce) y sig (cuerno), significando doce cuernos.
Su nombre científico proviene del latín cervus (ciervo) y duvaucelii en honor a Alfred Duvaucel (1796-1824), un naturalista francés.

## Características

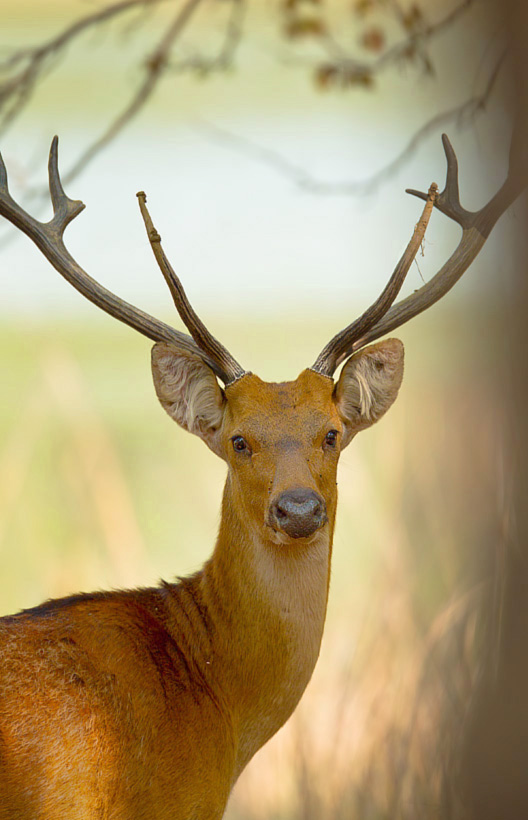
Cabeza de un macho de R. d. branderi.

El barasingha es un ciervo de mediano a gran tamaño. Tienen una longitud de 180 cm de cabeza y tronco y una cola de 12-20 cm. Pueden llegar de 119-124 cm de altura. Su peso oscila entre los 172 y los 181 kg.
El pelaje de este cérvido varía del marrón a un color anaranjado, siendo los machos ligeramente más oscuros que las hembras. En el verano se vuelven más claros, e incluso no es raro encontrar vestigios de manchas amarillentas en el lomo de algunos ejemplares. Las partes inferiores, incluyendo la cola, son claras, blanquecinas. Presentan una franja dorsal oscura que recorre todo el lomo.
Los cuernos son lisos y, como en la mayoría de los ciervos, sólo los porta el macho. Pueden medir hasta 1 m de largo y desarrollar de 12 a 15 puntas, e incluso se ha observado hasta 20, esta es la característica más peculiar del barasingha.

## Distribución
El barasingha habita en claros de bosque, llanuras anegadas y pantanos (lo cual le da su otro nombre, ciervo de los pantanos) de la India.

### Poblaciones introducidas
Hay poblaciones de barasingha habitando algunos ranchos, principalmente en Texas, como pieza de caza. Estos cérvidos fueron llevados a Estados Unidos hace más de 100 años.

## Subespecies

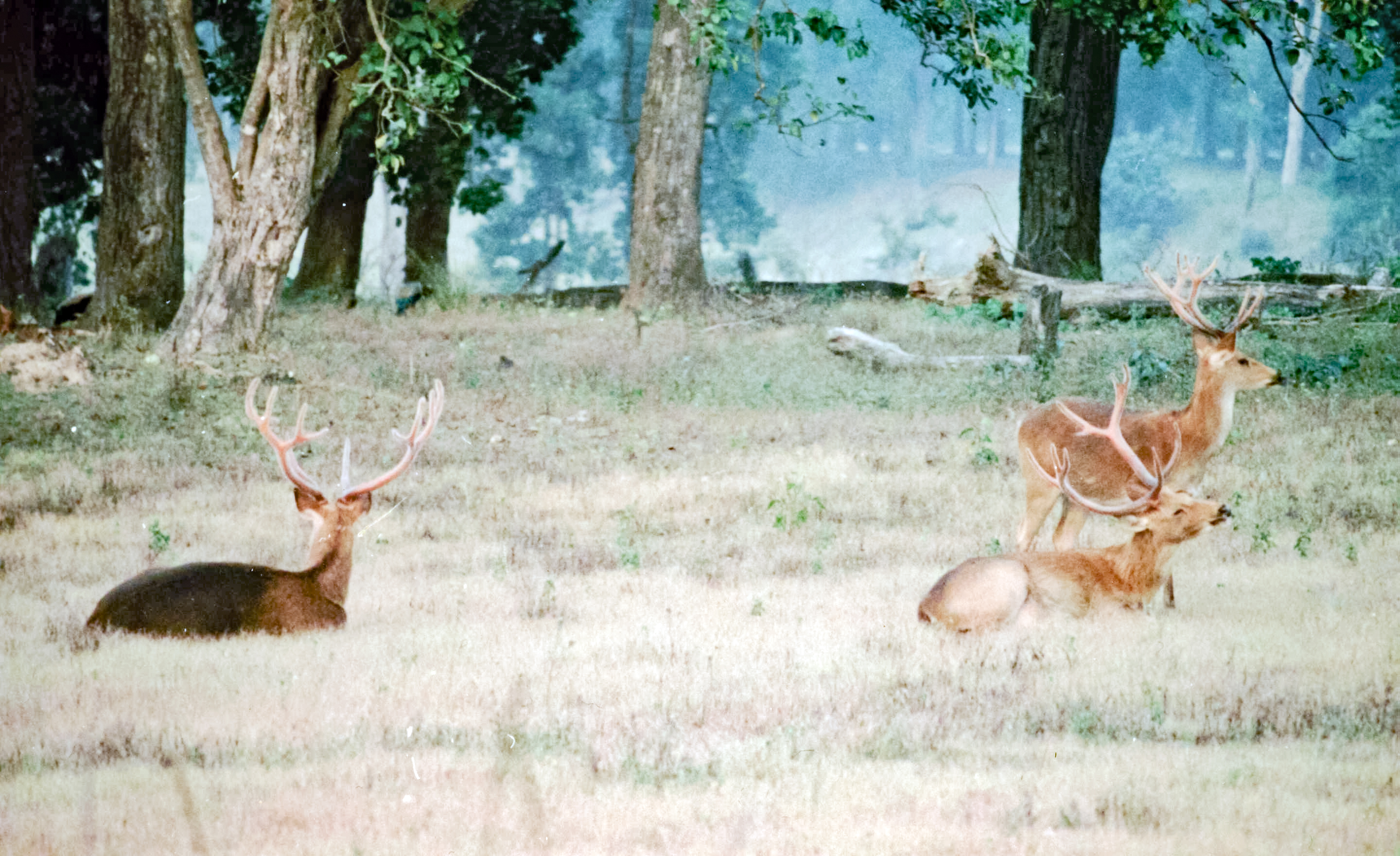
Barasingha central (R. duvauceli branderi) en el Parque Nacional de Kanha.

Tres subespecies de barasingha están reconocidas:
- El barasingha central (Rucervus duvaucelii branderi) de las tierras altas del centro de la India.
- El barasingha norteño (Rucervus duvaucelli duvaucelii) de los pantanos de la zona de Assam.
- El barasingha sureño (Ruccervus duvaucelii ranjitsinhi) del sur de la península indostánica.

## Modo de vida
Este cérvido es activo a cualquier hora del día. Vive en pequeñas manadas tanto de sexos separados como mixtas de 13 a 20 animales, habiéndose observado en raras ocasiones concentraciones de hasta 500. Su dieta lo compone principalmente la hierba que crece en los lugares que frecuenta aunque en ocasiones se alimentan también de hojas.
Durante la época de celo, los machos intentan reunir a un harén de hembras de hasta 30 hembras. Para poder ganarse el derecho al apareamiento, los machos luchan entre sí creando una jerarquía. Los machos que se hallen en la cúspide, son los primeros en interactuar con las hembras en celo. En esta época, los machos emiten un bramido, similar al de los ciervos comunes (Cervus elaphus) aunque mucho más agudo. Las vocalizaciones más comunes de esta especie son su voz de alarma, consistentes en un ladrido parecido a la carraspera. Las densidades de población son variables, variando de 0,2 – 30 animales por kilómetro cuadrado.
Una vez se hayan reproducido, las hembras pasan una gestación de entre 240 y 250 días, tras el cual dan a luz a una cría. La mayoría de estas nacen en las épocas de lluvia de septiembre a abril, aunque cuando mayor número de nacimientos se registran son en diciembre y enero. Entre los 6 y los 8 meses, la madre desteta a la cría. Esta llegará a la madurez sexual a los dos años. Curiosamente, el barasingha es la única especie de ciervo en la cual la hembra entra en celo una vez al año solamente.
Los principales depredadores de este herbívoro son el tigre, el leopardo y el cuón.

## Estado de conservación
La UICN considera al barasingha como una especie vulnerable. Pero para sus subespecies es otra cosa, aunque el barasingha norteño (C. d. duvaucelii) se considere vulnerable, el barasingha central (C. d. branderi) se considera en peligro de extinción y el barasingha sureño (C. d. ranjitsinhi) en peligro crítico.